# Paços do Concelho de Bolama
Os Paços do Conselho de Bolama é um edifício com frontaria em arquitetura clássica em Bolama, na Guiné-Bissau.

## História
Construído no período da administração portuguesa, período colonial, já que Bolama foi a capital de 1879 a 1941 e funcionou como palácio do governador  e como Câmara Municipal de Bolama.

## Estilo do património arquitetônico
A fachada do palácio tem um pórtico em estilo de arquitetura clássica ornado com 10 colunas frontais, a estrutura predial também apresenta ecleticidade da arquitetura portuguesa e o teto tem  formato tacaniçal.

## Situação atual
O imponente edifício encontra-se em processo de deterioração e precisa ser restaurado por sua riqueza arquitetônica e histórica para Bolama, em particular e para Guiné-Bissau no geral.